# 冷少农
冷少农（1900年1月—1932年6月）原名冷肇隆，贵州省瓮安县人，中国共产党情报人员。

## 生平
冷少农生于瓮安县冷家堡一户清贫的农民家庭。早年在贵州法政专门学校学习，1923年毕业。在校期间阅读了许多共产主义著作，投身反帝反封建爱国运动，并将名字“肇隆”改成“少农”，立志为解放劳苦大众贡献一生。
1925年秋，冷少农告别母亲和妻儿，独自到广州参加革命。在途经贵阳时，他给母亲写信道：“……就中国各省比较，只有广东一切设施颇合理想……儿此去的目的，完全尽忠革命，为国家为人民尽应尽之能力。”到广州后，冷少农在黄埔军校政治部办公室当秘书。又在周恩来领导下的中共两广区委军事部任秘书。其间，冷少农秘密加入中国共产党。
1926年7月，国民革命军开始北伐战争。冷少农随东路军北伐，转战多省。1927年4月，蒋介石发动四一二政变，冷少农因未暴露中国共产党党员的身份，从而在国民革命军中潜伏下来。
1927年5月，中共中央军人部（军事部）部长周恩来领导开创了中共情报保卫工作。此后，冷少农奉命利用关系打入南京国民政府军方高层人物何应钦身边。冷少农起初在训练总监部任职，1930年何应钦出任南京国民政府军政部部长后，冷少农随何应钦任军政部秘书。在南京期间，冷少农与同在南京的部分曾参加东征、北伐的贵州籍军官如训练总监部步兵监中校监员郑仲坚等人以及其他贵州籍人士多有来往。冷少农与曾任中国同盟会贵州分会书记、参与领导贵州辛亥革命的陈纯斋等人在南京大纱帽巷将军巷设秘密联络点，传阅左翼书刊并交流情况。冷少农还在南京中央陆军军官学校、贵州省政府驻南京办事处等处秘密发展中国共产党党员和地下工作关系，领导他们开展活动。
冷少农长期在外从事秘密工作，不能回家。母亲听信谣言，以为冷少农在南京贪图享乐而忘了家里的妻儿老小。于是母亲写了封长信责备冷少农“不忠不孝，忘恩负义”。冷少农为此给母亲写下五千字长信，解释说：“我是把我的孝移去孝顺大多数受苦的人类，忠实的去为他们努力……”“我们这样的做法，自然有一般人不满意，有些是不了解，有些是对于他们有利害关系，随时都在阻碍我们，反对我们，甚至要杀害我们……”并说：“回家的事不能定的，要是革命迟一点成功，或者中间遭了挫折，我自己就死在外面，跑在什么地方，我也不知道，更说不上回来不回来了。”
1931年1月8日，冷少农给独生子冷德苍写下第一封也是最后一封信。在信中冷少农嘱咐儿子好好努力，做对社会有贡献的人，“一个人除解决自身的问题以外，还须顾及到社会人类，而且个人问题须在解决社会人类整个的问题中去求解决”。1931年，冷少农任中共南京市委委员。
1930年10月到1931年秋，蒋介石对中央苏区及红一方面军开展第一、第二、第三次围剿。南京国民政府军政部部长何应钦身边的侍从参谋、作战科长郑仲坚，随指挥围剿的何应钦先后赴武汉、南昌行营以及临川前线指挥部等处，郑仲坚多次直接参与这三次围剿并参与拟定第二次围剿计划和作战部署。郑仲坚按照冷少农的布置，秘密抄录围剿计划后交给冷少农，由冷少农通过秘密通讯办法报送上海，送达中共中央军委书记周恩来。冷少农等中共情报人员为中央苏区取得这三次反围剿战争的胜利作出了突出贡献。
1932年3月，因身份泄露，中共南京地下党组织遭破坏，冷少农被捕。在狱中，冷少农遭到严刑拷打，但拒不屈服。1932年6月上旬，冷少农等中国共产党党员在南京雨花台刑场被处决。
1934年12月，中央红军长征途经瓮安县境时，周恩来派人化装到冷少农家，看望冷少农的寡母及妻儿，并赠银元等作为抚恤。1952年10月，中央人民政府向冷少农烈士家属颁发证书。